# Straż Pożarna w Grudziądzu
Najstarszy dokument dotyczący pożarnictwa w Grudziądzu datuje się na ok. 1760 rok. Powstanie Ochotniczej Straży Pożarnej w Grudziądzu było procesem, który trwał od 31 lipca 1875 do 30 maja 1876 roku.

## Jednostki straży pożarnych które istniały na terenie miasta Grudziądza
- "Browar"-"Kuntersztyn" przy ul. Sikorskiego
- Centrala Produktów Naftowych przy ul. Waryńskiego
- Elektrownia ul. M. C. Skłodowskiej
- "UNIA" Fabryka Maszyn Rolniczych ul. Włodka
- Fabryka Papy Dachowej ul. Rapackiego
- Gazownia Miejska ul. Mickiewicza
- Grudziądzkie Zakłady Ceramiczne
- Grudziądzkie Zakłady Okrętowe "WARMA"
- Grudziądzka Wytwórnia Przemysłu Tytoniowego ul. Chełmińska
- Grudziądzkie Zakłady Przemysłu Gumowego ul. Waryńskiego – OSP
- Grudziądzkie Zakłady Przemysłu Gumowego ul. Waryńskiego – ZZSP III
- Małe Tarpno OSP , dziś ul. Paderewskiego
- Zawodowa Straż Pożarna w Grudziądzu ul. Al. Wojska Polskiego
- Oddział Zawodowej Straży Pożarnej w Grudziądzu ul. Narutowicza
- Polskie Koleje Państwowe
- PKS ul. Rapackiego
- Pomorska Odlewnia i Emaliernia Grudziądz ul. Al. 23 Stycznia – ul. Rybacka
- Pomorska Odlewnia I Emaliernia Mniszek ul. Metalowców (zarząd tej OSP nadal widnieje w KRS)
- Tartak Państwowy przy ul. Chełmińskiej
- Zakłady Jajczarskie ul. Waryńskiego
- Zakłady Mięsne ul. Narutowicza

Na terenie miasta istnieją 2 Jednostki Ratowniczo-Gaśnicze oraz 1 Jednostka Ochotniczej Straży Pożarnej.
- JRG nr 1 ul Piłsudskiego
- JRG nr 2 ul. Strażacka[1]
- Ochotnicza Straż Pożarna przy Komendzie Miejskiej PSP w Grudziądzu z siedzibą w JRG nr 2